# Iglesia de San Jorge de Darkveti
La Iglesia de San Jorge de Darkveti (en georgiano: დარკვეთის წმინდა გიორგის ეკლესია), es una Iglesia Ortodoxa Georgiana de los siglos X y XI en la región georgiana occidental de Imericia en Georgia. Basílica de una sola nave con deambulatorio, la iglesia tiene proporciones armoniosas y ornamentación de mampostería tallada en las fachadas exteriores. La iglesia está inscrita en la lista de Monumentos culturales inamovibles de importancia nacional de Georgia.

## Ubicación
La iglesia de Darkveti se encuentra en la orilla derecha del Jruchula, afluente del río Qvirila, en el pueblo del mismo nombre, en el distrito de Chiatura, región de Imericia. El pueblo se asienta sobre una montaña, sobre el monasterio de Mghvimevi, y es también conocido por su gruta prehistórica.

## Descripción
La iglesia de Darkveti, dedicada a San Jorge, es una basílica de una única nave, con un ambulatorio bajo -anexado en una fecha posterior- que discurre por los lados sur y oeste; en estos lados se encuentran, también, las entradas a la iglesia. El interior está dividido por dos pares de pilastras que sostienen los arcos internos de la bóveda. El interior está encalado y no hay rastro de pintura. La iglesia está iluminada con cuatro ventanas, una a cada lado. Las fachadas presentan ornamentos tallados, especialmente los marcos de las ventanas y puertas, que se asemejan a los de la Iglesia de Savane, a unos 15 km al este de Darkveti. En la pared sur hay una losa con una representación en relieve de un pavo real. La fachada occidental de la iglesia tiene una ventana semicircular, con arquivolta tallada, y también tiene varias inscripciones medievales georgianas. Paleograficamente se representan raras letras angulares, y a veces incluso, las más raras, en forma de cuadrado.

### Inscripciones
Las inscripciones acreditan al cierto Goliat y a sus hijos —Godalbri, Liparit y K-E (¿Konstantine?)—. De una inscripción en Savane, se sabe que Goliat fue hijo de Giorgi, hijo de Gulzviad, un eristavi. («duque de duques») y el constructor de esa iglesia. No se sabe a qué familia noble pertenecían estas personas: Dimitri Bakradze y G. Tsereteli vieron en ellos a miembros de la dinastía Kakhaberidze, mientras que Ekvtime Taqaishvili planteó la hipótesis de que representaban a los duques de Argveti anteriores a los Kakhaberidze.